# Rắn lục đầu bạc
Rắn lục đầu bạc (danh pháp hai phần: Azemiops feae) là một loài rắn lục thuộc chi Azemiops trong phân họ đơn chi Azemiopinae. Hiện tại, chưa có phân loài nào của nó được công nhận. Mẫu vật đầu tiên được nhà thám hiểm người Ý Leonardo Fea sưu tập, và loài mới cùng chi mới được Boulenger mô tả vào năm 1888. Được xem là một trong các loài rắn lục nguyên thủy nhất, nó được tìm thấy trong các dãy núi ở Đông Nam Á tại Trung Quốc, đông nam Tây Tạng và bắc Việt Nam.
Loài này có kích cỡ trung bình, đầu hơi dẹp phân biệt rõ với cổ. Chiều dài cơ thể khoảng 80 cm. Chúng sống trên các vùng núi cao lên tới 1.000 m. Tại Việt Nam, rắn lục đầu bạc phân bố ở Cao Bằng, Vĩnh Phúc (Tam Đảo), Lạng Sơn.

## Hình ảnh

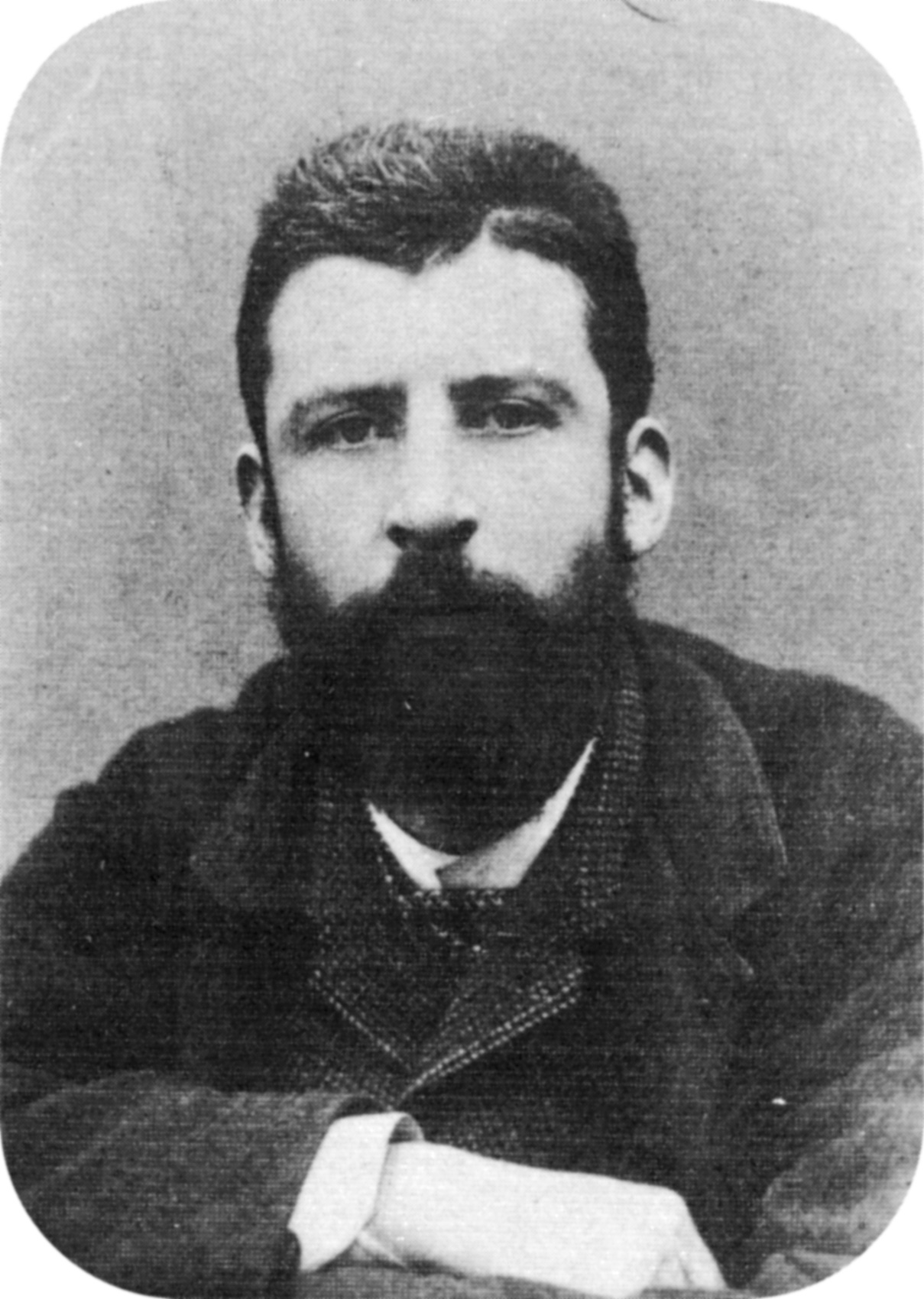